# Prosevere
Prosevere ist eine durch Zusammenschluss mehrerer Musiker verschiedenster Bands gegründete Alternative-Metal-Band aus Memphis, Tennessee, USA. Die Band spielt alternativen Metal, mit Einflüssen des Thrash Metal und Rock ’n’ Roll.

## Geschichte
Prosevere wurde 2006 von Sänger Gary Segars und dem Gitarristen Eric Ashe gegründet. Kurze Zeit später stießen ein Bassist und ein Schlagzeuger zur Band, welche diese jedoch noch im selben Jahr die Band verließen. Nach mehreren Castings konnten im Oktober zwei Musiker in Rocky Griggs und Matt Riley gefunden werden. Kurz darauf nannte sich die Band Prosevere.
Im Februar 2007 ging die Band erstmals ins Studio, wo die Band gemeinsam mit Produzent Johnathan Treeby (ehemals Neville Brothers) eine Sample-CD mit 2 Songs aufnahm. Treeby ist bekannt für seine Arbeit mit ZZ Top, Saving Abel und Thursday. Die beiden Songs wahren ziemlich erfolgreich. Nachdem die Songs einige Zeit lang auf regionalen Online-Radiosender gespielt wurden, wurden auch überregionale Sender auf die Band aufmerksam. Mittlerweile werden die Songs in Dallas, Memphis, St. Louis, Shreveport, Poplar Bluff und in Muscle Shoals gespielt. Kurz nach der Veröffentlichung tourte die Band durch Tennessee, Mississippi und Arkansas und wurden von Saving Abel, Egypt Central, One Less Reason, Black Light Burns und The Vanished begleitet.
Im März 2008 ging die Band erneut ins Studio und produzierte eine EP mit 8 Songs, wovon die 2 Songs auf dem Sampler neuveröffentlicht wurden. Produzent war Dan Martinie. Die CD wurde am 29. Juli 2008 veröffentlicht und heißt Versus. Danach ging die Band auf Promotion-Tour, wo die Band von Musikern der Bands Shinedown und 12 Stones unterstützt wurden. Wieder wurde die Band von Saving Abel, Egypt Central und One Less Reason, aber auch von Inner 61, Allyria und Sore Eyes begleitet. Versus wird über Amazon, ITunes, CD Baby und Rhapsody weltweit vertrieben.
Anfang Januar 2009 wurde die Band eingeladen auf dem Memphis in May Beale Street Music Festival zu spielen. Dort spielte die Band gemeinsam mit 311, Hinder, Shinedown, Theory of a Deadman und Korn. Den Rest des Jahres tourte die Band auf regionaler Ebene.
Nachdem das Songwriting und die Vorproduktion abgeschlossen waren, begannen im Mai 2010 die Aufnahmen zu Proseveres zweiter EP. Die Veröffentlichung der EP mit dem Namen Burn the City war noch für das Jahr 2010 geplant,. Letztlich erschien die EP jedoch am 1. März 2011. Im November 2011 erschien die dritte EP Three, ein Akustikalbum mit sechs Liedern.
Am 9. Februar 2015 erschien mit Hurts Like Hell das erste Album der Gruppe über Easy Target Entertainment.

## Bekanntheit
Die offizielle MySpace-Präsenz meldete bereits kurz nach der Öffnung einen rasanten Anstieg an Fans. So wurden bei MySpace unter anderem Fanclubs gegründet, wie der französische und der kanadische Fanclub. In den regionalen ReverbNation-Charts lag die Band monatelang auf dem 1. Platz. Die Band erhielt positive Kritiken von großen US-amerikanischen Tageszeitungen, wie dem Memphis Flyer, dem Commercial Appeal und dem Music Appraisal.
Mark Jordan vom Commercial Appeal schrieb, dass sich die Band am Beginn eines Tages um tausende Fans kümmert. Die Band sei ein aufgehender Stern in der regionalen Metalszene.

„...Prosevere who began the day with about 1,000 dedicated fans. One of the rising stars of the local metal scene, the four-piece, led by bushy-mane singer Gary Segars, showed their wide-ranging appeal...“

In der Ausgabe des Memphis Flyers vom 30. April 2009 heißt es, dass die Band mit Frontsänger Gary Segars in den letzten Jahren an die Spitze der Metalszene in Memphis etabliert hat.

„This young Memphis metal band has risen over the past couple of years to the top of their scene, led by the soaring vocals of wild-man frontman Gary Segars.“

C-Man vom Music Appraisal schrieb, dass die Band versucht mit einem Mix aus harten Metal-Breakdowns und klassischen Rock-Riffs die Ketten der modernen Rockmusik zu brechen. Er ist der Meinung, dass durch die originelle Stimme des Sängers, die Band noch stärker zum Ausdruck kommt.

„...From metal breakdowns to classic rock riffs, the band uses their savvy to break the chains of modern rock music. Vocalist Gary Segars has an original voice that cuts through the band's heavy sound making the band even stronger.“

## Diskografie

### Alben
- 2008: Versus
- 2015: Hurts Like Hell
- 2018: The Three Damn Disasters

### EPs
- 2008: Versus
- 2011: Burn the City
- 2011: Three

### Singles
- 2010: New Number 2
- 2011: Bottoms Up
- 2014: One More Thing

### Demos/Sampler
- 2007: 2-Track-Demo-Sampler